# Ярівка (Луцький район)
Ярівка (пол. Jariwka, до 1946 року Ядвинівка, пол. Jadwinówka)  — село в Україні, у Луцькому районі Волинської області, колишня польська колонія. Входить до складу Горохівської міської громади. Населення становить 315 осіб.

## Географія
Селом пролягає автошлях Н17.

## Історія
У 1906 році колонія Скобелецької волості Володимир-Волинського повіту Волинської губернії. Відстань від повітового міста 60 верст, від волості 10. Дворів 64, мешканців 465.
Після українсько-польської війни 1918—1919 рр. територія сучасної Ярівки була приєднана до Польщі та на її місці було утворено колонію. У Другій Речі Посполитій колонія Ядвіновка належала до гміни Скобелка Горохівського повіту Волинського воєводства.
Після Другої світової війни територія була включена до складу Української РСР.
12 червня 2020 року, відповідно до розпорядження Кабінету Міністрів України № 708-р «Про визначення адміністративних центрів та затвердження територій територіальних громад Волинської області», село увійшло в склад Горохівської міської громади.
19 липня 2020 року, в результаті адміністративно-територіальної реформи та ліквідації Горохівського району, село увійшло до складу новоутвореного Луцького району.

## Населення
Згідно з переписом УРСР 1989 року чисельність наявного населення села становила 272 особи, з яких 124 чоловіки та 148 жінок.
За переписом населення України 2001 року в селі мешкало 336 осіб.

### Мова
Розподіл населення за рідною мовою за даними перепису 2001 року:
| Мова       | Відсоток |
| ---------- | -------- |
| українська | 99,71 %  |
| російська  | 0,29 %   |